# Arnold Vosloo
Arnold Vosloo (Pretória, 16 de junho de 1962) é um ator sul-africano, célebre por interpretar o papel de Imhotep no filme The Mummy (A Múmia), de 1999, e em sua continuação, The Mummy Returns (no Brasil, O Retorno da Múmia; em Portugal, O Regresso da Múmia), de 2001, bem como o papel do super-heroi Darkman em Darkman II: The Return of Durant, de 1994, e na sua continuação de 1996, Darkman III: Die Darkman Die. Recentemente, interpretou um mercenário sul-africano, Coronel Coetzee (baseado em Eeben Barlow) no filme Blood Diamond (br: Diamantes de Sangue), um terrorista do Oriente Médio, Habib Marwan, na série de televisão 24, e Zartan, no filme G.I. Joe: The Rise of Cobra.

## Biografia
Vosloo nasceu em Pretória, numa família de atores; seus pais, Johan J. Daniel Vosloo e Johanna Petronella Vorster Vosloo, eram atores de teatro, e a família se mudou bastante durante sua infância. Viveram em Despatch, onde seu pai administrou um cinema drive-in, e em Alberton. Arnold tem uma irmã, Nadia. Seu talento para a atuação foi descoberto ainda jovem, numa peça escolar; após terminar o ensino secundário e o serviço militar (do qual foi dispensado por licença médica), ele passou a fazer aulas de atuação no Pretoria Technikon.

### Vida pessoal
Em 1988, Vosloo se tornou um cidadão naturalizado dos Estados Unidos, após se casar com Nancy Mulford, sua colega de elenco em Act of Piracy e Skeleton Coast; divorciaram-se três anos mais tarde, e, em 16 de outubro de 1998, Vosloo se casou com Sylvia Ahí, uma diretora de marketing mexicano-americana. Vosloo e Ahí são porta-vozes do Fundo Internacional para o Bem-Estar dos Animais (International Fund For Animal Welfare, IFAW), um grupo ativista de direitos dos animais.
Durante uma entrevista com Charlie Rose, Vosloo comentou sobre sua semelhança com o ator americano Billy Zane. De acordo com Vosloo, quando as pessoas lhe perguntavam se ele "era o cara do Titanic", ele respondia "é claro, é claro!", de brincadeira.

## Carreira
| Ano  | Título                                     | Papel                                           |
| ---- | ------------------------------------------ | ----------------------------------------------- |
| 1983 | Funny People II                            | Ele próprio (programa do tipo câmera escondida) |
| 1984 | Boetie gaan border toe                     | Boetie                                          |
| 1985 | Morenga                                    | Schiller                                        |
| 1987 | Skeleton Coast                             | Blade                                           |
| 1987 | Saturday Night at the Palace               | Dougie                                          |
| 1987 | Steel Dawn                                 | Makker                                          |
| 1988 | Act of Piracy                              | Sean Stevens                                    |
| 1988 | Gor                                        | Norman                                          |
| 1989 | Reason to Die                              | Wilson                                          |
| 1989 | The Revenger                               | Mackie                                          |
| 1990 | Circles in a Forest                        | Saul                                            |
| 1990 | Living to Die                              | Jimmy                                           |
| 1990 | The Rutanga Tapes                          | Assad                                           |
| 1990 | Buried Alive                               | Ken Wade                                        |
| 1992 | The Finishing Touch                        | Mikael Gant                                     |
| 1992 | 1492: Conquest of Paradise                 | Guevara                                         |
| 1993 | Red Shoe Diaries 2: Double Dare            | Bill                                            |
| 1993 | Hard Target                                | Pick van Cleaf                                  |
| 1994 | Darkman II: The Return of Durant           | Darkman/Dr. Peyton Westlake                     |
| 1995 | American Gothic                            | Rafael Santo                                    |
| 1995 | Fallen Angels                              | MacMan                                          |
| 1996 | Nash Bridges                               | Alex Abe                                        |
| 1996 | Darkman III: Die, Darkman, Die             | Darkman/Dr. Peyton Westlake                     |
| 1997 | Zeus and Roxanne                           | Claude Carver                                   |
| 1998 | Rough Draft                                | Stefan                                          |
| 1998 | Progeny                                    | Dr. Craig Burton                                |
| 1999 | Strange World                              | Homem de cabelos escuros                        |
| 1999 | The Mummy                                  | Imhotep                                         |
| 2000 | Charmed                                    | Darklighter                                     |
| 2001 | The Red Phone: Manhunt                     | Wolf                                            |
| 2001 | The Mummy Returns                          | Imhotep                                         |
| 2002 | Endangered Species                         | Diretor                                         |
| 2002 | Con Express                                | Anton Simeonov                                  |
| 2002 | Warrior Angels                             | Luke                                            |
| 2002 | Global Effect                              | Dr. Richard Hume                                |
| 2003 | Veritas: The Quest                         | Vincent Siminou                                 |
| 2003 | Agent Cody Banks                           | François Molay                                  |
| 2003 | The Red Phone: Checkmate                   | Wolf                                            |
| 2004 | Alias                                      | Sr. Zisman                                      |
| 2004 | Meltdown                                   | Khalid/Sands                                    |
| 2004 | Forgiveness                                | Tertius Coetzee                                 |
| 2005 | 24                                         | Habib Marwan                                    |
| 2005 | Im Auftrag des Vatikans (Death Train)      | Lennart                                         |
| 2006 | Blood Diamond                              | Coronel Coetzee                                 |
| 2007 | Living & Dying                             | Detetive Rick Devlin                            |
| 2007 | Shark                                      | Andre Zitofsky                                  |
| 2008 | Odysseus and the Isle of the Mists         | Odisseu                                         |
| 2008 | Shark                                      | Andre Zitofsky                                  |
| 2009 | Chuck                                      | Vincent                                         |
| 2009 | Fire and Ice: The Dragon Chronicles        | Rei Augustin                                    |
| 2009 | NCIS                                       | Oficial do Mossad Amit Hadar                    |
| 2009 | G.I. Joe: The Rise of Cobra                | Zartan                                          |
| 2011 | Bones                                      | Jacob Ripkin Broadsky                           |
| 2011 | Superman/Shazam!: The Return of Black Adam | Black Adam                                      |
| 2011 | All-Star Superman                          | Bar-El                                          |
| 2011 | Young Justice                              | Kobra                                           |